# كريس كليف
كريس كليف (Chris Cleave) (من مواليد 1973)، هو كاتب وصحفي بريطاني.
وُلِد كليف في لندن في 14 مايو 1973، ونشأ في الكاميرون وباكينغهامشير، وتلقى تعليمه في مدرسة دكتور تشالونر الثانوية وكلية باليول في أكسفورد، حيث درس علم النفس التجريبي. ويعيش في المملكة المتحدة مع زوجته الفرنسية وأطفاله الثلاثة.

## من مؤلفاته المترجمة للعربية
- رواية: «النحلة الصغيرة».

## جوائز
- جائزة سومرست موغام(بالإنجليزية Somerset Maugham Award).

## روابط خارجية
- الموقع الرسمي